# Усть-Бургалтай
Усть-Бургалта́й (бур. Бургалтайн Адаг) — улус в Закаменском районе Бурятии. Образует сельское поселение «Усть-Бургалтайское».

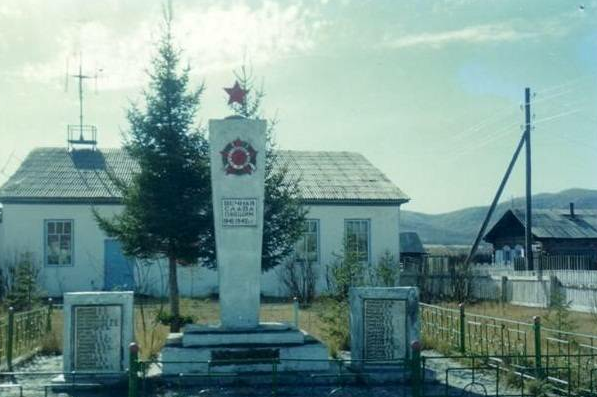
Центр Усть-Бургалтая

## География
Улус расположен на левом берегу реки Джида, при впадении в неё реки Бургалтай, на региональной автодороге Р440, в 66 км к востоку от районного центра — города Закаменск. На окраине улуса имеется автозаправочная станция.

## История
По преданию первым человеком, переселившимся в эти края был Хотой из Тунки в XVI веке.
В 1930—1940 годы в Усть-Бургултае располагалась ремонтно-техническая станция (РТС), отсюда её второе, неофициальное название — Эртес, больше распространенное среди людей старшего поколения.

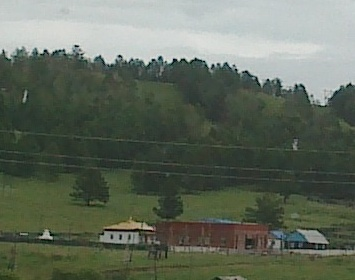
Строящееся здание главного храма Цээжэ-Бургалтайского дацана. Август 2012 года

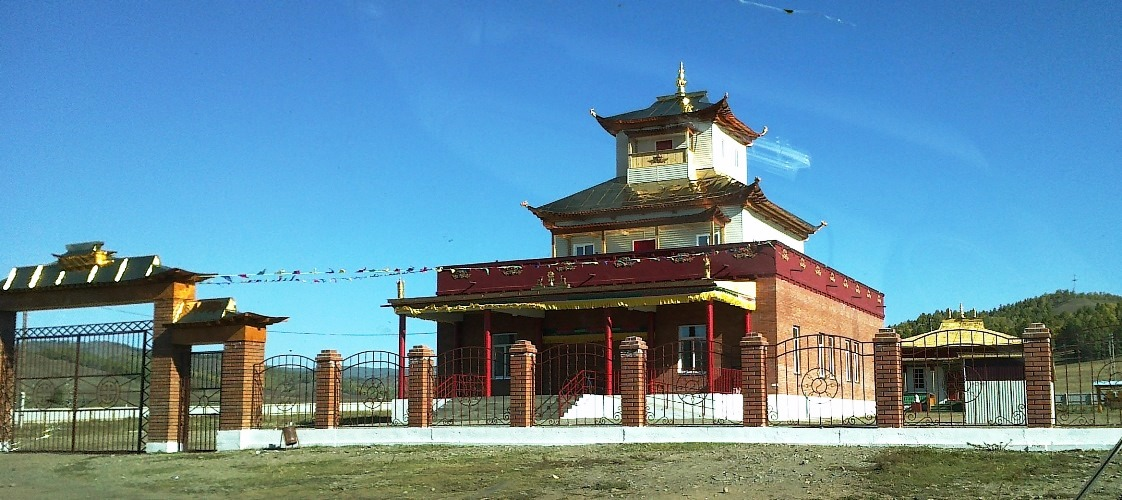
Главный храм Цээжэ-Бургалтайского дацана. Сентябрь 1914 года

## Население
| 2002 | 2010 | 2012 | 2013 | 2014 | 2015 | 2016 |
| ---- | ---- | ---- | ---- | ---- | ---- | ---- |
| 319  | ↗394 | ↘373 | ↗377 | ↘366 | ↘337 | ↘331 |
| 2017 | 2018 | 2019 | 2020 | 2021 | 2023 | 2024 |
| ↘321 | ↘316 | ↘312 | ↘287 | ↗290 | ↘283 | ↘275 |

Национальный состав
Население полностью бурятское.

## Инфраструктура
Имеется администрация, фельдшерский пункт, общеобразовательная средняя школа, детский сад, Дом культуры и сельская библиотека. В 2012 году начато строительство нового моста через реку Бургалтай.

## Цээжэ-Бургалтайский дацан
Цээжа-Бургалтайский дацан был основан в 1828 году. Название храма происходит от названия протекающей рядом речки Цээжэ, впадающей в реку Джиду. Первое здание дацана было построено в 1837 году.
В 1880 году было закончено строительство главного здания. Каменное здание имело три этажа. В строительстве принимали участие буряты и русские.
Первым ширетуем (настоятелем) дацана стал лама Пардын Дагба.
В 1890-х годах дацану было присвоено звание Чойра. При дацане здесь был открыт факультет буддийской философии, по окончании обучения ламам присваивалось соответствующее звание: ламахай, габжа и т. д.
Сюда съезжались верующие со всех окрестных улусов. В дацане проводили службу более 300 лам и хувараков.
В 1920-х годах в СССР начались гонения на религию. Развернулась политическая кампания против религиозных служителей и было сфабриковано так называемое «Санагинское дело». Вскоре началась широкая кампания по разоблачению Цээжэ-Бургалтайской «ламско-кулацкой организации».
Ламы дацана во главе с ширетуем обвинялись в проведении нелегальных собраний и подрывной деятельности против Советской власти. Были репрессированы ламы высоких духовных санов: аграмбы Буянто Банзаракцаев, Данзан Мухтаров, ширетуй дацана Данзан Иринчинов, Шойдон Шагдуров-Зайсанов и другие. Всего было арестовано более 100 лам.
В 1935 года Цээжэ-Бургалтайский дацан был закрыт, а главный храм разрушен до основания.
В 1991 году началось возрождение Цээжэ-Бургалтайского дацана. На пожертвования мирян был построен небольшой дуган. 12 августа 1991 года в нём состоялось первое за многие годы богослужение. В том же году началась реконструкция старого здания Цогчен-дугана, которое было торжественно открыто 10 августа 1992 года.
Наконец, в 2012 году началось восстановление главного храма Цээжэ-Бургалтайского дацана. Строительство велось по проекту 1854 года. Средства на стройку собирали всем миром. Всего было собрано более 14 миллионов рублей. 6 сентября 2014 года здание главного храма дацана было торжественно открыто.